# Die Katze im Taubenschlag
Die Katze im Taubenschlag (Originaltitel Cat Among the Pigeons) ist der 51. Kriminalroman von Agatha Christie. Er erschien zuerst im Vereinigten Königreich am 2. November 1959 im Collins Crime Club und im März 1960 in den USA bei Dodd, Mead and Company. Der Scherz Verlag (Bern; Stuttgart; Wien) veröffentlichte 1961 die deutsche Erstausgabe mit der bis heute verwendeten Übersetzung von Dorothea Gotfurt.
Es ermittelt Hercule Poirot in seinem 28. Roman. Er hat erst im letzten Drittel des Romans einen sehr späten Auftritt.

## Einführung
Zu Beginn des Sommersemesters an der Mädchenschule in Meadowbank gibt es für Miss Bulstrode, die beliebte, aber schon in die Jahre gekommene Direktorin, keinen Grund anzunehmen, dass sie die anstehenden Herausforderungen nicht meistern kann. Sie muss sich häufig mit den illustren Eltern herumschlagen, die auch schon einmal betrunken in der Schule erscheinen. Und so hört sie gar nicht richtig zu, als Mrs. Upjohn, Mutter einer Pensionärin, auf dem Schulhof jemanden sieht, den sie aus Kriegstagen vom Geheimdienst kennt. Aber trotzdem droht Gefahr – ein Mörder ist in der Schule, und er wird bald zuschlagen.

## Handlung
Die Geschichte beginnt mit einem Rückblick zu den Ereignissen vor drei Monaten in Ramat, der Hauptstadt eines der reichsten Länder im Nahen Osten. Dort hatte eine Revolution den Prinzen Ali Yusuf aus dem Land getrieben. Er hatte sein Vermögen in Form von Juwelen seinem persönlichen Piloten Bob Rawlinson anvertraut. Rawlinson hatte die Juwelen im Reisegepäck seiner Schwester, Joan Sutcliffe, die mit ihrer Tochter Jennifer reist, versteckt. Dabei wird er von einer mysteriösen Frau im Nachbarzimmer des Hotels beobachtet. Bald danach sterben der Prinz und sein Pilot bei dem Versuch, das Land zu verlassen, durch einen Flugzeugabsturz. Nun beginnt die Jagd nach den Juwelen. Auch der britische Geheimdienst beteiligt sich an der Suche. Schnell gerät die Schule von Meadowbank ins Visier, weil dort nicht nur Jennifer lernt, sondern auch Shanda, die Cousine und Verlobte des Prinzen.
Zu Beginn des Sommersemesters gibt es dort einige neue Mitarbeiter: Adam Goodman (ein Agent des Geheimdienstes als Gärtner), Ann Shapland (Miss Bulstrodes neue Sekretärin), Angèle Blanche (die neue Lehrerin für Französisch) und Grace Springer (eine Sportlehrerin). Die betont männliche und arrogante Miss Springer ärgert viele durch ihr kompromissloses und egozentrisches Verhalten.
Miss Bulstrode ist unterdessen damit beschäftigt, eine passende Nachfolgerin für sich zu suchen. Da kommt zum einen Miss Vansittart in Frage, die sehr viel Erfahrung hat und Miss Bulstrodes Werk sicher fortsetzen würde. Sie ist aber völlig einfallslos und hat keine neuen Ideen. Zum anderen wäre Miss Rich eine mögliche Kandidatin. Miss Rich ist eine junge Englischlehrerin mit vielen guten Ideen, aber wenig Erfahrung.
Alle Überlegungen zum Problem der Nachfolgerin werden jäh unterbrochen, als man mitten in der Nacht Schüsse aus der Turnhalle hört. Miss Johnson und Miss Chadwick laufen sofort in die Halle und finden die Leiche von Miss Springer.
Bei den Ermittlungen verhört Inspektor Kelsey das gesamte Personal. Adam Goodman offenbart ihm seine wahre Identität. Inzwischen wird die Aufmerksamkeit des Lesers auf den Tennisschläger von Jennifer Sutcliffe gelenkt, den sie mit in Ramat hatte und der ein guter Platz für ein Versteck für die Juwelen sein könnte.
Jennifer schreibt an ihre Mutter, dass der Schläger nicht mehr richtig ausbalanciert ist und dass sie dringend einen neuen braucht. Vorerst tauscht sie den Schläger (und die Namensschilder) mit ihrer Freundin Julia Upjohn. Als eine unbekannte Frau mit einem neuen Schläger erscheint, denkt sie, dass er ein Geschenk ihrer Tante Gina sei und gibt der Dame ihren alten (Julias) Schläger mit. In einem Brief bedankt sie sich bei ihrer Tante, die aber nichts von einem Tennisschläger weiß.
An einem Wochenende, an dem die meisten Mädchen zu Hause bei ihren Eltern sind, wird Shanda von einem scheinbar von ihrem Onkel geschickten Chauffeur entführt. In der nun folgenden Nacht wird Miss Vansittart ermordet. Miss Bulstrode entschließt sich, die Schule vorübergehend zu schließen, und schickt fast alle Mädchen nach Hause. Julia ist eines der Mädchen, die bleiben, denn ihre Mutter hält sich im Ausland auf. Julia ist ein sehr aufmerksames Kind und ist durch die Geschichte mit den Tennisschlägern stutzig geworden. Sie verbarrikadiert sich in ihrem Zimmer und untersucht ihren (Jennifers) Tennisschläger und entdeckt die Juwelen.
Plötzlich hört sie jemanden an der Tür und sieht, wie die Klinke heruntergedrückt wird. Sie will gerade laut schreien, als die Klinke wieder losgelassen wird und die Person verschwindet. Am nächsten Tag flieht sie aus der Schule und fährt zu Hercule Poirot, den sie als Freund ihrer Mutter kennt.
Als sich die Ermittlungen nun auf Miss Blanche konzentrieren, stellt sich heraus, dass auch sie nicht die Mörderin ist. Sie wusste aber, wer der Mörder ist, und wird nach einem Erpressungsversuch ebenfalls ermordet.
Poirot entdeckt nun, dass Prinzessin Shanda eine falsche Prinzessin war. Die echte Prinzessin war schon viel früher in der Schweiz entführt worden. Die jetzige Entführung war nichts weiter als die Flucht aus der Schule. Sie war von einer Gruppe Krimineller, die nicht genau wussten, wo die Juwelen versteckt sind, in die Schule eingeschleust worden. Der Mörder hingegen musste das aber ganz genau gewusst haben und darum in Ramat gewesen sein. Die meisten der Lehrer waren in den Ferien nicht im Ausland – außer Eileen Rich, die in der Zeit angeblich krank war. In Wirklichkeit war sie aber zur Geburt ihres unehelichen Kindes nach Ramat gereist. Das Kind kam tot zur Welt. Jennifer hatte sie zwar irgendwie erkannt, aber doch als sehr dicke Frau in Erinnerung.
Gerade als scheinbar klar wird, dass Miss Rich die Mörderin sein könnte, betritt Mrs. Upjohn den Raum, die Ann Shapland als die Frau identifiziert, die sie am ersten Schultag gesehen und aus ihrer Geheimdiensttätigkeit im Krieg wiedererkannt hat. Ann Shapland zieht eine Pistole und Miss Bulstrode stellt sich vor Mrs. Upjohn. Als nun Miss Chadwick ihrerseits sich vor Miss Bulstrode stellt, um sie zu schützen, wird sie von den Schüssen tödlich getroffen.
Es stellt sich heraus, dass Ann Shapland Miss Springer ermordete, weil sie von ihr bei der Suche nach dem Tennisschläger in der Turnhalle überrascht worden war, sowie Miss Blanche aufgrund der versuchten Erpressung. Für den Mord an Miss Vansittart hat sie aber ein perfektes Alibi. Für diesen ist Miss Chadwick verantwortlich, die Miss Vansittart so sehr hasste, dass sie sie im Affekt umbrachte.
Am Ende des Buches benennt Miss Bulstrode Miss Rich als ihre mögliche Nachfolgerin, Poirot übergibt die Juwelen an einen geheimnisvollen „Mr. Robinson“, der sie wiederum an eine junge Engländerin gibt, die Prinz Ali Yusuf heimlich geheiratet hatte, und die nun seine Witwe ist. Ein Smaragd kehrt als Erinnerungsstück zu Julia Upjohn zurück.

## Personen
- Hercule Poirot, der belgische Detektiv
- Inspektor Kelsey, der ermittelnde Beamte
- Green, ein Polizeisergeant
- Percy Bond, ein Polizeisergeant
- Chief Constable Stone, Kelseys Vorgesetzter
- Honoria Bulstrode, Direktorin der Mädchenschule von Meadowbank
- Ann Shapland, Miss Bulstrodes Sekretärin
- Elspeth Johnson, die Hausmutter
- Miss Chadwick, eine Mitbegründerin und langjährige Lehrerin an der Schule
- Eleanor Vansittart, eine erfahrene Lehrerin
- Eileen Rich, eine Lehrerin
- Grace Springer, die Sportlehrerin
- Angele Blanche, die Französischlehrerin
- Miss Blake, eine Lehrerin
- Miss Rowan, eine Lehrerin
- Prinzessin Shaista (in der deutschen Übersetzung: Shanda), eine Prinzessin aus dem Nahen Osten
- Emir Ibrahim, Shaistas Onkel
- Julia Upjohn, Schülerin in Meadowbank und Jennifers Freundin
- Mrs. Upjohn, Mutter von Julia
- Prinz Ali Yusuf, ehemaliger Scheich von Ramat
- Bob Rawlinson, sein Pilot und britischer Geheimagent in Ramat
- Jennifer Sutcliffe, Nichte von Bob Rawlinson
- Joan Sutcliffe, Bob Rawlinsons Schwester und Jennifers Mutter
- Henry Sutcliffe, Jennifers Vater
- Margaret Gore-West, ältere Schülerin in Meadowbank
- Colonel Ephraim Pikeaway, ein Mitglied des Geheimdienstes
- John Edmundson, ein Angestellter des Auswärtigen Amtes
- Derek O’Connor, ein Angestellter des Auswärtigen Amtes
- „Adam Goodman“ (auch „Ronnie“), ein Agent im operativen Einsatz
- Dennis Rathbone, Ann Shaplands Freund
- Briggs, der Obergärtner
- Mr. Robinson, einflussreicher Finanzmann
- Lady Veronica Carlton-Sandways, Mutter von zwei Schülerinnen

## Bezüge zu anderen Werken
Als Julia Poirot um Hilfe bittet, sagt sie, dass sie von ihm von Maureen Summerhayes gehört hat, der Besitzerin der Pension, in der Poirot in Vier Frauen und ein Mord wohnt. In Die Schneewittchen-Party erinnert sich Poirot später an die Schuldirektorin.

## Geographische Bezüge
Über das reale Vorbild des fiktiven Scheichtums Ramat wird in dem Roman nichts gesagt. Es gibt aber einige Spuren (die Nähe zu Aden und den Bergen), die darauf hindeuten, dass Ramat eines der Scheichtümer im Südjemen ist, die zum Zeitpunkt der Vollendung des Romans noch selbständig waren.

## Verfilmungen
- Für die Fernsehserie Agatha Christie’s Poirot wurde der Roman 2008 mit David Suchet als Hercule Poirot verfilmt. Die Handlung wurde in die 1930er Jahre verlegt, um sie dem Stil der gesamten Serie anzupassen.

- Katz und Maus, der fünfte Teil (2010) der französischen Fernsehserie Kleine Morde, ist auch eine Adaption von "Die Katze im Taubenschlag". Die Kriminalfälle sind für die Serie in das Frankreich der 30er Jahre versetzt worden – darüber hinaus sind die handelnden Personen ausgetauscht worden. So ermittelt auch nicht Hercule Poirot, sondern der Superintendent Larosière gemeinsam mit dem jungen Inspektor Lampion.

## Wichtige Ausgaben
- 1959 Collins Crime Club (London), 2. November 1959
- 1960 Dodd Mead and Company (New York) März 1960
- 1961 deutsche Erstausgabe im Scherz Verlag in Übersetzung von Dorothea Gotfurt[3]